# (9844) Otani
(9844) Otani – planetoida z pasa głównego asteroid okrążająca Słońce w ciągu 4,44 lat w średniej odległości 2,7 j.a. Odkryta 23 listopada 1989 roku.